# Иван Хамамджиев
 Тази статия е за офицера.  За дипломата вижте Иван Хамамджиев (дипломат).  
Иван Костов Хамамджиев е български офицер, полковник от пехотата, участник в Балканската (1912 – 1913) и Междусъюзническата война (1913), командир на рота от 8-и пехотен приморски полк през Първата световна война (1915 – 1918), командир на 12-и пехотен балкански полк (1934 – 1935) и комендант на София (1937).

## Биография
Иван Хамамджиев е роден на 17 август 1891 г. в Ловеч, Княжество България. През 1911 г. Военното на Негово Величество училище и на 22 септември 1911 е произведен в чин подпоручик. Взема участие в Балканската (1912 – 1913) и Междусъюзническата война (1913) и на 1 ноември 1913 г. е произведен в чин поручик.
По време на Първата световна война (1915 – 1918) поручик Иван Хамамджиев служи като командир на рота от 8-и пехотен приморски полк, за която служба „за бойни отличия и заслуги във войната“ през 1918 г. е награден с Орден „Св. Александър“ V степен с мечове в средата, която награда е потвърдена със заповед № 355 от /1921 г. по Министерството на войната. 30 май 1917 г. е произведен в чин капитан.
След войната капитан Хамамджиев служи в 34-ти пехотен троянски полк, след което е началник на подучастък от 19-и пограничен участък, командир на рота от 12-а пехотна балканска дружина, офицер от 8-и пехотен приморски полк, началник на 9-и пограничен участък и на 15 март 1923 г. е произведен в чин майор. През 1924 г. майор Хамамджиев служи в 5-и пехотен дунавски полк, след което е назначен на служба в Русенското бюро, като от 1925 г. отново е върнат на служба в 5-и пехотен дунавски полк. В началото на 1926 г. е назначен за началник на Шуменското бюро, малко по-късно е назначен за началник на 12-и пограничен участък.
На 1 април 1927 г. е произведен в чин подполковник, а от 1930 г. е на служба в 23-ти пехотен шипченски полк, а по-късно през същата година е прехвърлен на служба в 12-и пехотен балкански полк. На 6 май 1933 г. е произведен в чин полковник. От 31 май 1934 до 1 юни 1935 г. служи като командир на 12-и пехотен балкански полк, след което е назначен за помощник-командир на 8-а пехотна тунджанска дивизия, от 1937 г. е комендант на София и през 1938 г. е уволнен от служба.

## Семейство
Полковник Иван Хамамджиев е женен има 1 дете.

## Военни звания
- Подпоручик (22 септември 1911)
- Поручик (1 ноември 1913)
- Капитан (30 май 1917)
- Майор (15 март 1923)
- Подполковник (1 април 1927)
- Полковник (6 май 1933)

## Образование
- Военно на Негово Княжеско Височество училище (до 1911)

## Награди
- Орден „Св. Александър“ V степен с мечове в средата (1918/1921)